# 딩가딩가
〈딩가딩가 (Dingga)〉는 마마무가 2020년 11월 3일에 발매한  싱글 앨범《TRAVEL》의 선공개곡으로 10월 20일에 공개했다.

## 트랙 리스트
| #  | 제목                 | 작사               | 작곡               | 재생 시간 |
| -- | -------------------- | ------------------ | ------------------ | --------- |
| 1. | 〈딩가딩가〉         | 김도훈 박우상 화사 | 김도훈 박우상 문별 | 2:59      |
| 2. | 〈딩가딩가 (Inst.)〉 |                    | 김도훈 박우상 문별 | 2:59      |

## 크레딧
멜론에서 발췌
- 마마무 - 보컬
  - 문별 - 작사
  - 화사 - 작곡

- 김도훈 - 작사, 작곡, 편곡, 신디사이저, 드럼, 녹음
- 박우상 - 작사, 작곡, 편곡, 신디사이저, 드럼, 피아노, 코러스, 녹음
- 조씨아저씨 - 믹싱
- 권남우 - 마스터링
- 영 - 기타